# Burton Township (comté d'Adams, Illinois)
Pour les articles homonymes, voir Burton Township.
Burton Township est un township du comté d'Adams dans l'Illinois, aux États-Unis,.

## Source de la traduction
- (en) Cet article est partiellement ou en totalité issu de l’article de Wikipédia en anglais intitulé « Burton Township, Adams County, Illinois » (voir la liste des auteurs).